# 黃思近
黃思近（1530年—1607年），字與仁，號似山，福建泉州府南安縣人，民籍，明朝政治人物。

## 生平
嘉靖三十一年（1552年）壬子科福建鄉試第三十四名舉人，四十一年（1562年）中式壬戌科會試第二百八十一名，三甲第一百二十九名進士。授分宜縣知縣，隆慶五年（1571年）升襄陽府知府，萬曆四年（1576年）調饒州府知府，七年（1579年）升江西按察司副使，九年（1581年）升雲南布政使司左參政，同年丁父憂。服闋，十四年（1586年）起為廣東布政使司左參議，十七年（1589年）升雲南按察司副使，十九年（1591年）九月升雲南布政使司左參政，二十一年致仕。

## 家族
曾祖黃復祖；祖父黃邦胤，義官；父黃瓚，瓊州府知府。母丘氏（封安人）。具慶下。